# Törökszentmiklós
Törökszentmiklós je mesto na Madžarskem, ki upravno spada pod podregijo Törökszentmiklósi Županije Jász-Nagykun-Szolnok.